# Wallace Stevens
Wallace Stevens (2. října 1879 Reading – 2. srpna 1955 Hartford) byl americký básník, zařazovaný k modernismu.
Za knihu Collected Poems získal roku 1955 americkou Pulitzerovu cenu. Literární teorie v jeho díle nalézala souvislosti s Husserlovou a Heideggerovou fenomenologií, Friedrichem Nietzschem či hermetismem. Politicky patřil k pravici, podporoval Republikánskou stranu.

### Poezie
- The Snow Man (1921)
- Harmonium (1923)
- Ideas of Order (1936)
- Owl's Clover (1936)
- The Man with the Blue Guitar (1937)
- Parts of a World (1942)
- Transport to Summer (1947)
- The Auroras of Autumn (1950)
- Collected Poems (1954)
- Opus Posthumous (1957)
- The Palm at the End of the Mind (1972)

### Próza
- The Necessary Angel (1951)
- Letters of Wallace James Stevens (1966)
- Secretaries of the Moon: The Letters of Wallace Stevens & Jose Rodriguez Feo (1986)
- Sur plusieurs beaux sujects: Wallace Stevens's Commonplace Book (1989)
- The Contemplated Spouse: The Letter of Wallace Stevens to Elsie (2006)